# Elaphoglossum amazonicum
Elaphoglossum amazonicum är en träjonväxtart som beskrevs av John T. Mickel, Atehortúa. Elaphoglossum amazonicum ingår i släktet Elaphoglossum och familjen Dryopteridaceae. Inga underarter finns listade.